# Astragalus lovensis
Astragalus lovensis är en ärtväxtart som beskrevs av Karl Heinz Rechinger. Astragalus lovensis ingår i släktet vedlar, och familjen ärtväxter. Inga underarter finns listade i Catalogue of Life.